# Lý thuyết dây
Lý thuyết dây là một thuyết hấp dẫn lượng tử, được xây dựng với mục đích thống nhất tất cả các hạt cơ bản cùng các lực cơ bản của tự nhiên, ngay cả lực hấp dẫn. Các nhà vật lý lý thuyết hiện đại đặt rất nhiều hy vọng vào lý thuyết này vì nó có thể giải quyết được những câu hỏi như tính đối xứng của tự nhiên, hiệu ứng lượng tử tại các lỗ đen (black hole), cũng như tại các điểm kỳ dị, sự tồn tại và phá vỡ siêu đối xứng... Nó đồng thời cũng mở ra những tia sáng mới cho cơ học lượng tử, không gian và thời gian. Trong lý thuyết dây, tất cả các lực và các hạt được miêu tả theo một lối hình học phong nhã, như ước mơ của Einstein về việc thiết lập vạn vật từ khung hình học của không-thời gian.

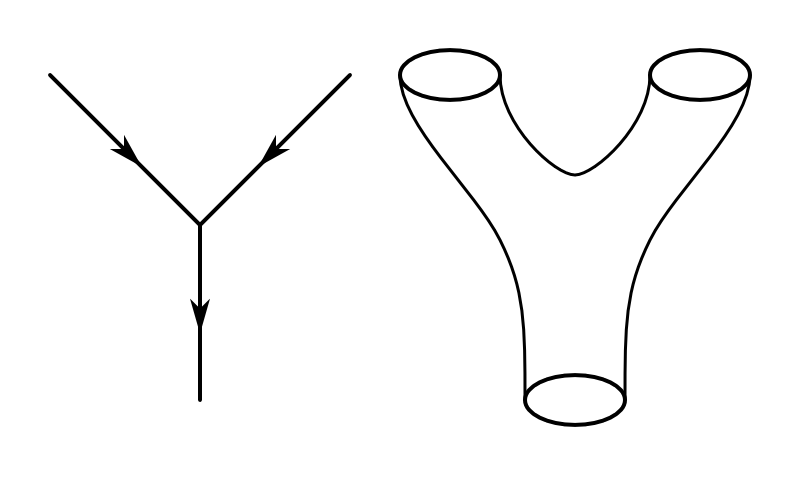
Tương tác trong thế giới vi mô: trong mô hình chuẩn, các hạt như là chất điểm trong không gian hai chiều hay các vật thể hai chiều được gom lại trong lý thuyết dây

Lý thuyết dây dựa trên các tiên đề được thiết lập ở thang Planck nơi mà các hiệu ứng lượng tử của hấp dẫn biểu lộ một cách mạnh mẽ, nơi mà các hạt được cho là những vật một chiều. Khác với quan điểm của lý thuyết hạt, thuyết dây bị chế ngự bởi các tương tác, siêu đối xứng và các nhóm gauges. Trên thực tế, tất cả các hạt đã biết được đều biểu hiện tính dao động của dây, và các tương tác của chúng đều có thể biểu diễn bằng việc cắt và nối các khung hình học của các dây  Lưu trữ ngày 1 tháng 4 năm 2003 tại Wayback Machine. Giống như giản đồ Feynman trong lý thuyết trường lượng tử, là việc tổng quát hóa các mặt Riemann khác nhau.  Lưu trữ ngày 2 tháng 10 năm 2000 tại Wayback Machine
Hiện tại các nghiên cứu đang tập trung vào lớp màng D (D-branes). Một màng D là một đa tạp của không-thời gian với các tính chất ở đó các dây có thể là điểm đầu và là điểm cuối.  Lưu trữ ngày 2 tháng 4 năm 2003 tại Wayback Machine
Khác với thuyết siêu hấp dẫn, (thuyết hấp dẫn thuần túy), thuyết dây là một thuyết hấp dẫn lượng tử có nền tảng toán học vững chắc, và các nhà lý thuyết hy vọng có thể đo được giá trị của hằng số vũ trụ dựa trên các tiên đề của nó. Mặt khác, số lượng các trạng thái chân không, một khái niệm được đưa ra trong lý thuyết này, dường như khá lớn, và các nhà lý thuyết cho rằng không có một trạng thái nào thích hợp với 3 chiều không gian lớn mà chúng ta đang sống, sự phá vỡ của siêu đối xứng, hay sự tồn tại của một hằng số vũ trụ nhỏ. Hiện tại, có nhiều lý do để tin tưởng rằng trạng thái chân không thực trong thuyết dây tồn tại dưới dạng cặp (coupled), nhưng kết quả không như mong đợi mà các nhà lý thuyết tìm ra, có thể xuất phát từ lý do kỹ thuật chứ không phải từ ý tưởng.

Ấn tượng về đa tạp Calabi-Yau trong chương trình về Nova

Lý thuyết dây tồn tại dựa trên các tiên đề, như việc số chiều nó có phải lớn hơn 4 chiều của không-thời gian mà chúng ta biết đến. Quá trình nghiên cứu tính đối ngẫu trong các đối xứng đã tạo ra 5 thuyết siêu dây khác nhau, mỗi thuyết đều có 10 chiều không gian, đó là các dạng I, dạng IIA và dạng IIB, cùng với dạng nghịch đảo của các nhóm gauge E(8) x E(8) và SO(32), tồn tại dưới siêu dây 11 chiều, hay còn gọi là thuyết M. Ở mỗi dạng trên, kết quả với số chiều không được compact tối đa, các không-thời gian phẳng, cùng là một trạng thái chân không bền vững, nơi mà tính siêu đối xứng của chúng được bảo toàn. Để thuyết này gần gũi hơn với tự nhiên, các chiều không gian bù cần phải được compact hóa trên một đa tạp, nơi mà tensor Ricci bị loại bỏ. Nếu như SUSY - supersymmetry được bảo toàn, thì năng lượng chân không sẽ là 0. Thực tế tồn tại một đa tạp của trạng thái này, người ta gọi đó là moduli space.
Thuyết dây có thể không miêu tả được thế giới tự nhiên, vì muốn miêu tả được thế giới của chúng ta, thì các siêu đối xứng trong thuyết dây phải bị phá vỡ vì những kết quả trong thực nghiệm đã chỉ ra được sự không hoàn hảo của tấm gương vạn vật CP. Tuy nhiên, thuyết dây có thể giải quyết được bài toán hằng số vũ trụ tồn tại bấy lâu nay, như những ý tưởng được đặt ra trong thuyết hấp dẫn lượng tử vòng hay việc tổ hợp các graviton. Các nhà vật lý tin tưởng rằng cần phải có một sự hiểu biết sâu sắc hơn về vật lý cơ bản để có thể mô tả được những tính chất của trạng thái chân không trong khi thuyết dây chỉ có thể mô tả được những trạng thái siêu đối xứng.

## Lịch sử lý thuyết dây
Năm 1968, Gabriele Veneziano, một nhà vật lý trẻ người Ý, đã trăn trở rất nhiều để tìm những lời giải thích phù hợp với các tính chất khác nhau của lực hạt nhân mạnh. Khi ấy, ông đang làm việc tại trung tâm hạt nhân của châu Âu, CERN, đặt tại Geneva, Thụy Sĩ. Trong nhiều năm ròng rã, ông đã nghiên cứu vấn đề này, và rồi một hôm trong đầu ông chợt lóe lên một phát hiện lạ lùng. Ông vô cùng ngạc nhiên khi nhận thấy rằng công thức của nhà toán học người Thụy Sĩ Leonard Euler xây dựng trước đó hơn hai trăm năm với mục đích toán học thuần túy với tên gọi là Hàm Beta Euler, song lại mô tả được nhiều tính chất của các hạt tham gia trong tương tác mạnh. Phát hiện của Veneziano đã thâu tóm một cách rất hiệu quả bằng toán học nhiều đặc trưng của tương tác mạnh, nhằm sử dụng hàm Beta và các dạng tổng quát hóa của nó để mô tả một chuỗi những dữ liệu thu được từ thực nghiệm. Tuy nhiên, phát hiện khi đó của Veneziano vẫn chưa đầy đủ, nó giống như một công thức mà một sinh viên học thuộc lòng nhưng lại không hiểu hết được ý nghĩa sâu xa của nó. Hàm Beta Euler sau đó được sử dụng rất hiệu quả, nhưng không một ai khi ấy hiểu được tại sao nó lại như vậy.
|  |  | Mãi tới năm 1970, những công trình của Yoichiro Nambu ở Đại học Chicago, Holger Nielsen thuộc Viện Niels Bohr và Leonard Susskin ở Đại học Stanford mới chỉ ra được ý nghĩa vật lý ẩn sau công thức Euler. Hai nhà vật lý này đã chứng minh được rằng, nếu một hạt sơ cấp được mô hình hóa như các dây nhỏ bé một chiều dao động, thì tương tác mạnh của chúng có thể được mô tả chính xác bởi hàm Beta Euler. Theo lập luận của họ, nếu các dây này đủ nhỏ thì chúng vẫn được xem là các hạt điểm và do vậy phù hợp với những quan sát thực nghiệm. Mặc dù lý thuyết mới được khai sinh giản dị về mặt trực giác, và khởi đầu với nhiều hào hứng, nhưng sự mô tả tương tác mạnh của lý thuyết dây ban đầu đã bị thất bại. Những năm đầu của thập niên 1970, các thí nghiệm năng lượng cao với độ thăm dò hạ nguyên tử đã chứng tỏ rằng mô hình dây đưa ra nhiều tiên đoán mâu thuẫn với thực nghiệm. Trong khi đó sắc động lực học lượng tử dựa trên các hạt điểm đã được phát triển và những thành công vang dội của nó trong việc mô tả tương tác mạnh đã làm mờ đi lý thuyết dây. |

Trình tự nghiên cứu cấu tạo vật chất của vũ trụ:
1. Các vật thể vĩ mô (chính xác hơn, các vật thể thông thường hàng ngày quan sát được bằng mắt thường)
2. Cấu trúc phân tử
3. Cấu trúc nguyên tử với hạt nhân (proton và neutron) với điện tử
4. Các hạt cơ bản
5. Các quark
6. Các dây

Nhiều nhà vật lý nghĩ rằng thuyết dây đã bị ném vào sọt rác của khoa học, nhưng một số ít các nhà vật lý vẫn kiên trì bám theo nó. Trong số đó có Schwarz, người cảm thấy rằng "cấu trúc toán học của lý thuyết dây rất đẹp và có nhiều tính chất rất tuyệt diệu, nên nó phải hướng tới một cái gì đó hết sức cơ bản". Một trong số các thiếu sót của lý thuyết dây mà các nhà vật lý tìm thấy là sức bao quát của lý thuyết này lớn hơn những gì mà họ nghĩ. Do lý thuyết dây chứa đựng những mẫu hình dao động của dây, và có những tính chất quan hệ chặt chẽ với các gluon nên nó đã được tuyên bố quá sớm như là lý thuyết của tương tác mạnh. Nhưng không chỉ có vậy, lý thuyết dây còn chứa đựng cả những hạt truyền tương tác khác, những hạt nằm ngoài mục tiêu quan sát của các thực nghiệm trong tương tác mạnh.
Năm 1974, Schwarz và Joel Scherk ở trường Cao đẳng sư phạm Paris đã thực hiện một bước nhảy táo bạo, bằng việc cải biến những nhược điểm bề ngoài của thuyết dây thành các ưu điểm mang tính đặc trưng. Họ đã nghiên cứu đặc điểm của những mốt dao động và nhận thấy rằng những tính chất này phù hợp tuyệt đối với hạt truyền tương tác giả định của trường hấp dẫn, có tên là graviton. Mặc dù hạt truyền tương tác này chưa từng được quan sát, nhưng các nhà lý thuyết tiên đoán một cách vững chãi về một số đặc tính cơ bản mà graviton cần phải có. Và họ rút ra kết luận: lý thuyết dây nguyên sinh thất bại là do các nhà vật lý hạn chế phạm vi ảnh hưởng của nó. Lý thuyết dây không chỉ dừng lại như là một thuyết của tương tác mạnh, mà nó còn là một thuyết hấp dẫn lượng tử.
Trong khi đó, cộng đồng các nhà vật lý kiên quyết không chấp nhận ý kiến của hai ông. Schwarz đã bày tỏ "công trình của chúng tôi hoàn toàn không được đếm xỉa đến". Con đường thống nhất hấp dẫn với cơ học lượng tử đối diện với những thất bại ngổn ngang. Lý thuyết dây ban đầu thất bại trong nỗ lực miêu tả tương tác mạnh, và thất bại này làm nhiều người hoài nghi hơn khi nó còn có ý định đạt tới mục tiêu cao hơn là thống nhất thuyết tương đối rộng của Einstein và cơ học lượng tử vào làm một.
Đầu những năm 1980, các kết quả thực nghiệm một lần nữa chỉ ra sự xung đột giữa lý thuyết dây và cơ học lượng tử, mà nguyên do chính là do lực hấp dẫn vẫn chống lại sự hợp nhất vào trong mô hình lý thuyết lượng tử mô tả vũ trụ.
Mọi chuyện không có gì khả quan hơn cho đến năm 1984, trong một bài báo có tính chất hội tụ nỗ lực của 12 năm nghiên cứu căng thẳng, mà phần lớn không có ai ngó ngàng, Michael Green và John Schwarz đã xác định đồng thời giải quyết những xung đột ảnh hưởng xấu đến lý thuyết dây. Hơn vậy, họ còn chứng minh được rằng lý thuyết dây mà họ xây dựng có đủ tầm vóc để bao quát tất cả các lực cơ bản của tự nhiên và vật chất. Khi tin đồn về kết quả thành công này đến tai cộng đồng vật lý trên thế giới, hàng trăm nhà vật lý hạt đã bỏ công việc nghiên cứu đang làm của họ để lao vào một cuộc tấn công với quy mô lớn hơn, và họ nghĩ rằng đây sẽ là trận chiến cuối cùng trong cuộc chinh phục những bí mật của vũ trụ.
Từ năm 1984 đến năm 1986 được biết đến như "cuộc cách mạng lý thuyết dây lần thứ nhất". Trong 3 năm, hơn một ngàn bài báo nghiên cứu về thuyết dây đã được viết bởi các nhà vật lý trên khắp thế giới. Những công trình này đã giải quyết một cách dứt điểm nhiều phần còn tồn tại trong mô hình chuẩn, mà nếu không có sự ra đời của thuyết dây thì phải hàng chục năm người ta mới làm được như vậy. Theo lời của Micheal Green, chỉ cần làm quen với lý thuyết dây, thì mọi người sẽ thấy rằng hầu như tất cả các thành tựu vĩ đại nhất của vật lý trong một thế kỷ qua đều được xuất hiện, cùng với vẻ đẹp thanh nhã đến tự nhiên. Lý thuyết dây đã giải thích một cách đầy đủ và thỏa đáng hơn so với mô hình chuẩn. Những tiến bộ này đã thuyết phục được nhiều nhà vật lý tin tưởng rằng lý thuyết dây đã đi đúng hướng, với mục tiêu là trở thành một lý thuyết thống nhất sau cùng.
Tuy nhiên, lý thuyết dây lại vấp phải một trở ngại to lớn. Trong quá trình nghiên cứu vật lý lý thuyết, người ta thường gặp những phương trình rất khó hiểu và khó phân tích. Thường các nhà vật lý không chịu bó tay, họ tìm cách giải quyết chúng bằng phương pháp tính xấp xỉ. Nhưng tình hình trong lý thuyết dây còn cam go hơn rất nhiều. Ngay cả việc xác định chính bản thân các phương trình đã rất khó khắn, mà công việc này chỉ dẫn đến những phương trình gần đúng. Do vậy, các nhà lý thuyết dây đành phải tìm những nghiệm gần đúng cho phương trình gần đúng đó. Sau một vài năm tiến như vũ bão trong cuộc cách mạnh lý thuyết dây lần thứ nhất, các nhà vật lý nhận thấy rằng nếu hạn chế trong những phép gần đúng đó thì không đủ để trả lời cho rất nhiều vấn đề căn bản, rất cần thiết cho các bước phát triển mới. Do không có những đề xuất cụ thể để vượt qua các phương pháp gần đúng, nhiều nhà vật lý cảm thấy thất vọng và đành quay về những hướng nghiên cứu trước kia của họ. Đối với những người còn lại thì cuối những năm 1980 và đầu những năm 1990 là một thời kỳ khó khăn. Những thời kỳ khô hạn kéo dài vẫn có những phát minh quan trọng và đều đặn, nhưng mọi người nghiên cứu đều biết rằng đã đến lúc cần phải tìm ra những phương pháp mới, có khả năng vượt ra ngoài những phép gần đúng.

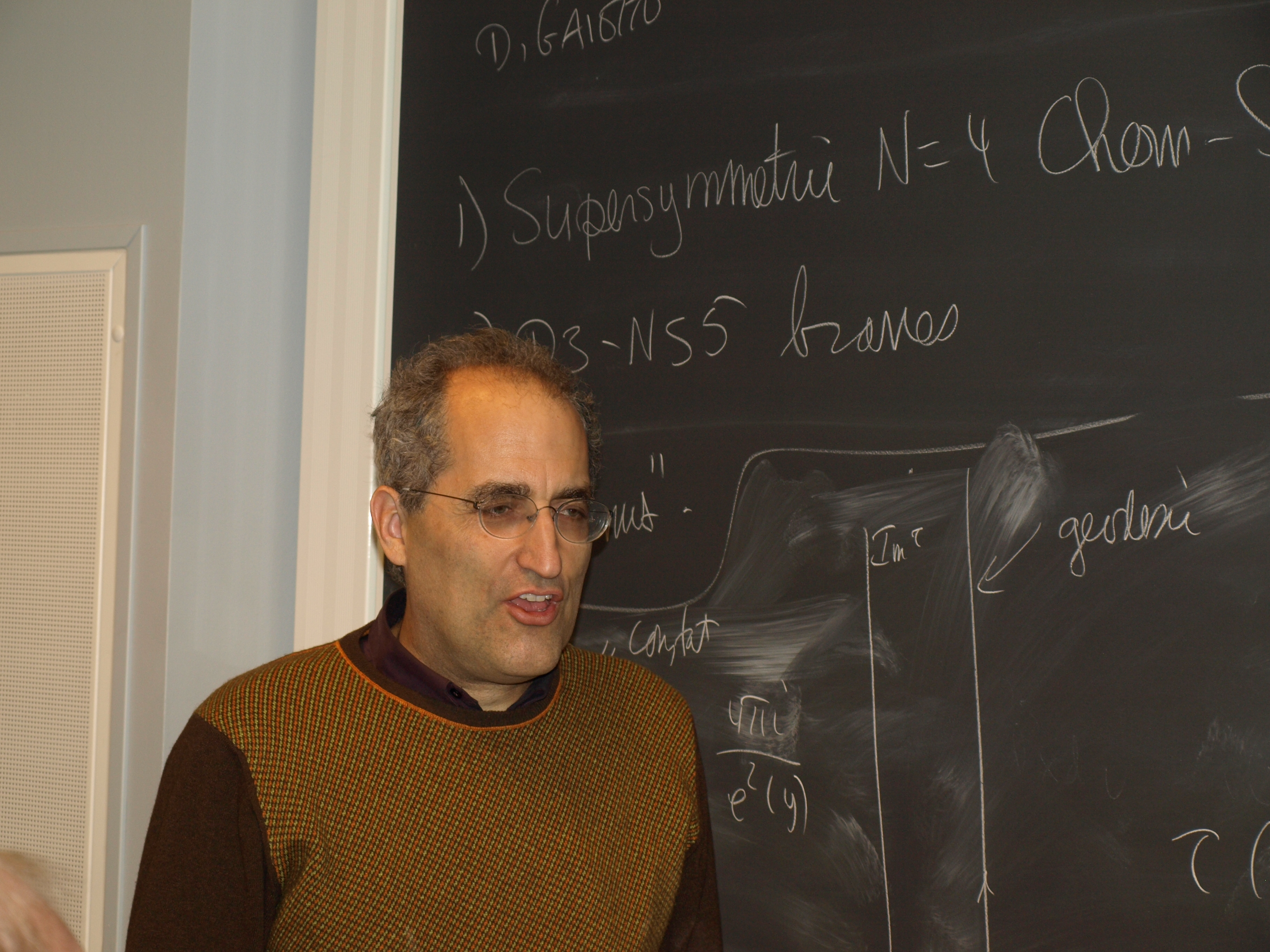
Edward Witten

Năm 1995, trong bài giảng làm nức lòng người tại Hội nghị Siêu dây được tổ chức tại Đại học Nam California, một bài giảng khiến cho cử tọa ít ỏi gồm những chuyên gia hàng đầu thế giới về lý thuyết dây phải kinh ngạc, Edward Witten đã châm ngòi cho cuộc cách mạng siêu dây lần thứ hai. Từ ngày đó, các nhà lý thuyết dây đã làm việc hết sức mình để tìm kiếm những phương pháp mới hứa hẹn, vượt qua được những trở ngại trước đây.
Những khó khăn còn ở phía trước sẽ thử thách nghiêm khắc sức mạnh kỹ thuật của các nhà vật lý dây trên khắp thế giới, nhưng ánh sáng ở cuối đường hầm, mặc dù còn mờ xa, nhưng rồi cuối cùng cũng sẽ nhìn thấy được.

## Các khái niệm cơ bản
- Dây là khái niệm vật lý cơ bản chỉ vật thể một chiều mà các kiểu dao động khác nhau của nó hình thành các hạt cơ bản với các tính chất khác nhau. Mỗi hạt không phải như những phần tử không thể phân chia được, không có cấu trúc nội tại mà được hình dung như một vòng dây một chiều đóng kín.